# Einsatz in Hamburg – Rückkehr des Teufels
Rückkehr des Teufels ist ein deutscher Fernsehfilm von Lars Becker aus dem Jahr 2002. Es handelt sich um die dritte Episode der ZDF-Kriminalfilmreihe Einsatz in Hamburg, deren ersten beiden Filme unter dem Reihentitel Jenny Berlin ausgestrahlt wurden.

## Handlung
Eine junge Frau, die vergewaltigt und anschließend erstickt wurde, wird in einem Müllcontainer eines Hamburger Einkaufszentrum aufgefunden. Bei den Ermittlungen gerät der flüchtige Obdachlose Ludwig Renner unter Verdacht. Den Streifenbeamten Linke und Strass gelingt es den Mann festzunehmen, aber er liegt kurze Zeit später nach einem Sturz aus dem zweiten Stock des Polizeireviers im Koma. Der Mann hat ein umfassendes Geständnis abgelegt, doch Jenny Berlin und ihre Kollegen glauben nicht an die Schuld des Mannes. Die Umstände des Sturzes erscheinen ihnen außerdem recht mysteriös. Jenny Berlin findet heraus, dass Renner stark tablettenabhängig war und zu planvollen und koordinierten Handlungen, wie sie eine Vergewaltigung voraussetzt, gar nicht fähig sein konnte. Nachdem sie einen anonymen Anruf erhält, der das betreffende Polizeirevier beschuldigt mit unlauteren Methoden Geständnisse zu erzwingen, konzentriert Jenny Berlin ihre Ermittlungen auf die Kollegen dieses Reviers. So stellt sich heraus, dass die Ehefrau des Streifenbeamten Linke ebenfalls Opfer einer Vergewaltigung nach gleichem Muster wurde. Sie überlebte aber zum Glück und kann so Hinweise zu einer Tätowierung des Täters geben. Tatsächlich hat Renner ein solches Tattoo, doch Jenny Berlin fragt sich, warum die Frau erst jetzt diese Aussage tätigt. Offensichtlich hat das Ehepaar Linke das Geschehene noch immer nicht verarbeitet.
Da die Kommissarin Renner nach wir vor für unschuldig hält, folgt sie einer anderen Spur. Das Opfer war Tänzerin und wurde am Tatabend von Laszlo Kovazcievic, dem Freund einer Tanzkollegin nach Hause begleitet. Er versichert zwar mit dem Mord nichts zu tun zu haben, aber Jenny hat Zweifel. Als sie Kovazcievic erneut auf den Mord anspricht, reagiert der Mann gereizt. Noch am gleichen Abend wird sie in ihrer Wohnung von einem maskierten Mann überfallen. Nur mit Glück überlebt sie den Anschlag. Als Kovazcievic zur Rede gestellt werden soll, wird er erschossen aufgefunden. Zwar sieht es nach Selbstmord aus, aber es gibt Ungereimtheiten. 
Aufgrund des anonymen Anrufs recherchiert Jenny Berlin alte Akten über das Polizeirevier 19. Hier findet sie Berichte über diverse Vorfälle sexueller Nötigung der weiblichen Kolleginnen. Da die betreffenden Frauen jedoch von ihrem Aussageverweigerungsrecht Gebrauch machten, blieb die Angelegenheit ohne Konsequenzen für die männlichen Kollegen. Als sich herausstellt, dass der Streifenbeamte Martin Strass der Vergewaltiger ist und er auch die Frau seines Kollegen und besten Freundes Frank Linke überfallen hatte, droht die Situation zu eskalieren. Linke stellt Strass mit Waffengewalt zur Rede, der sich nun damit rechtfertigt, dass er sich im Leben immer alles hätte erkämpfen müssen. So gibt er den Mord an der Tänzerin und auch an Kovazcievic zu. Während Linke es aber nicht schafft auf seinen Kollegen zu schießen, reagiert Strass blitzschnelle und richtet seine Waffe auf Berlin, die ihn daraufhin in die Schulter schießt. Strass wird unter Bewachung ins Krankenhaus gebracht und auch Linke muss sich wegen der Tätigkeiten gegen den Obdachlosen verantworten.

## Hintergrund
Der Film wurde 2002 in Hamburg und Umgebung gedreht am 21. September 2002 um 20:15 Uhr im ZDF erstausgestrahlt.

## Kritik
Das Lexikon des internationalen Films konstatiert: „Serieller (Fernseh-)Krimi.“